# Ørting
Ørting is een plaats in de Deense regio Midden-Jutland, gemeente Odder, en telt 683 inwoners (2008).